# Luhmühle (Vohenstrauß)
Die Einöde Luhmühle ist ein Ortsteil von Vohenstrauß im Landkreis Neustadt an der Waldnaab in der Oberpfalz.

## Geographische Lage
Luhmühle liegt auf dem Ostufer der Luhe.
Auf dem gegenüberliegenden Westufer der Luhe befindet sich die Ortschaft Roggenstein.
Luhmühle befindet sich ungefähr 5 km nordwestlich von Vohenstrauß.

## Geschichte
Es gibt außer der hier behandelten Luhmühle eine weitere Einöde Luhmühle bei Waldthurn, die meistens zusammen mit der nahe gelegenen Grubmühle genannt wird. Diese andere Luhmühle bei Waldthurn wurde schon im 13. Jahrhundert als Besitz der Waldauer genannt.
Zwei weitere im 16. Jahrhundert erwähnte Einöden mit dem Namen Luhmühle (Obere und Untere) gab es bei der Ortschaft Luhe.
In der Regensburger Matrikel von 1838 wird Luhmühle unter der Pfarrei Roggenstein nicht genannt.
Auf den historischen Karten 1808–1864 und 1817–1841 ist die Luhmühle mit 4 Gebäuden eingezeichnet.
In der amtlichen Statistik von 1871 ist Luhmühle mit 5 Gebäuden und 8 Einwohnern als Teil der Gemeinde Roggenstein verzeichnet.
Die Gemeinde Roggenstein bestand 1938 aus den Ortschaften Roggenstein, Binnermühle, Hammer, Lämersdorf, Luhmühle, Oberschleif, Unterschleif und Zieglhütte.
Am 1. Januar 1972 wurde die Gemeinde Roggenstein im Rahmen der Gemeindegebietsreform in die Gemeinde Vohenstrauß eingegliedert. Dadurch wurde Luhmühle Ortsteil von Vohenstrauß.

## Einwohnerentwicklung in Luhmühle ab 1871
| Jahr | Einwohner | Gebäude |
| ---- | --------- | ------- |
| 1871 | 8         | 5       |
| 1885 | 7         | 1       |
| 1900 | 8         | 2       |
| 1913 | 8         | 1       |
| 1925 | 5         | 2       |

| Jahr | Einwohner | Gebäude |
| ---- | --------- | ------- |
| 1950 | 9         | 2       |
| 1961 | 2         | 1       |
| 1970 | 4         | k. A.   |
| 1987 | 5         | 1       |
| 2011 | 5         | k. A.   |